# T. D. Jakes
Thomas Dexter Jakes (South Charleston, 09 de junho de 1957) é um  bispo, escritor e televangelista estadunidense, fundador da The Potter's House Church, uma mega igreja americana não-denominacional, com mais de 30.000 membros. Seu ministério realiza reuniões anuais de reavivamento chamado "MegaFest", que atrai mais de 100 mil pessoas, bem como uma conferência anual para mulheres chamado Woman Thou Art Loosed. Sermões de T.D Jakes e cultos da igreja, são transmitidos em diversos canais dos Estados Unidos e no Canadá.

## Carreira
Thomas Dexter Jakes nasceu em South Charleston, West Virginia, começou a pregar após a morte de seu pai, iniciou sua própria igreja em Montgomery, West Virginia em 1979, e se tornou um pastor em tempo integral em 1982.
Em 1996, Jakes, sua esposa, filhos, e uma equipe de 50 funcionários se mudaram para Dallas, Texas, onde fundou a ele fundou à The Potter's House. Entre 1996 e 1998, à igreja teve um aumento de 7.000 para 14.000 fiéis. Durante os últimos 12 anos, a igreja cresceu para mais de 30.000 membros.
Jakes é casado desde 1981 com Serita Ann Jamison, eles têm cinco filhos: Jermaine, Jamar, Cora, Sarah, e Thomas Jakes, Jr.

## Livros
- Intimacy With God - (Intimidade com Deus - Seis Pilares de Efésios)
- Loved by God
- Can You Stand To Be Blessed?
- Naked And Not Ashamed?
- Loose That Man And Let Him Go - (Homem sem Amarras)
- Loose That Man And Let Him Go Work Book
- Positioning Yourself To Prosper
- Reposition Yourself: Living a Life Without Limits - (Reposicione-se, Vivendo uma Vida sem Limites)
- He-Motions: Even Strong Men Struggle
- Help! I'm Raising My Children Alone: A Guide for Single Ladies and Those Who Sometimes Feel They Are
- Ten Commandments of Working in a Hostile Environment
- Promises From God For Single Women
- Woman, Thou Art Loosed: Healing the Wounds of the Past - (Mulher, Tu Estás Livre! - Curando as Feridas do Passado)
- Woman, Thou Art Loosed Devotional
- The Lady, Her Lover, and Her Lord (A Dama, seu Amado e seu Senhor)
- Maximize the Moment : God's Action Plan for Your Life
- So You Call Yourself a Man?: Finally… a Devotional for Ordinary Men with Extraordinary Potential - (Homens Comuns Com Potencial Extraordinário)
- God's Leading Lady
- His Lady
- Jesus Walks (with me)
- Lay Aside the Weight
- Daddy Loves His Girls
- The Greatest Investment
- Mama Made the Difference
- TD Jakes Speaks to Men
- Overcoming the Enemy
- From the Cross to Pentecost
- Life Overflowing: Six Pillars for Abundant Living
- Not Easily Broken, 2006
- Before You Do: Making Great Decisions That You Won't Regret, Atria Books, 2008.  ISBN 978-1-4165-4728-0
- The Memory Quilt: A Christmas Story for Our Times, 2009
- Let it Go: Forgive So You Can Be Forgiven , 2012

## Filmografia
- 2004: Woman Thou Art Loosed — Como o próprio (baseado no romance do mesmo nome 'Jakes')[3]
- 2009: Not Easily Broken — Allen[4]
- 2011: Jumping the Broom — Reverendo James
- 2010: Munya — Reverendo Brian
- 2012: Woman Thou Art Loosed: On the 7th Day - como o próprio
- 2012: Sparkle
- 2014: Heaven Is for Real - Produtor
- 2014: Winnie Mandela - Produtor